# Explosion. Roman der Ethnologie
Explosion. Roman der Ethnologie ist ein 1993 postum erschienener Roman von Hubert Fichte. Es handelt sich dabei um den siebten Teil des Romanzyklus Die Geschichte der Empfindlichkeit. Der Roman behandelt die drei Brasilienreisen, die der Autor 1968/69, 1971/72 und 1981/82 mit seiner Lebensgefährtin Leonore Mau unternommen hatte. Die Hauptfiguren, der Schriftsteller Jäcki und die Fotografin Irma, sind eng an die beiden angelehnt. Ein zentrales Motiv ist die Erforschung der afrobrasilianischen synkretistischen Religionen, vor allem des Candomblé. Fichte stellte den Roman 1985/86, in seinem letzten Lebensjahr, im Angesicht seiner schweren Erkrankung unter großem Zeitdruck fertig. Er griff dabei auf umfangreiches Material wie Interviews, eigene Tagebuchaufzeichnungen und Essays zurück. Der Text ist geprägt von schnellen Zeilenumbrüchen, über weite Strecken hat jeder Satz einen eigenen Absatz, und unkonventionelle Interpunktion, insbesondere fehlen zahlreiche Kommas. Der Roman umfasst 854 Seiten.

## Inhalt

### Die Puppen und die Gedörrten
Während ihrer ersten Brasilienreise 1968/69 knüpfen Jäcki und Irma erste Kontakte in Rio de Janeiro, verschiedene Favelas und ein Gottesdienst in einer Macumba werden besucht, Jäcki führt mehrere Interviews, Irma erstellt eine Fotoserie über Lotosblumen.

### La Double Méprise
Während ihrer zweiten Brasilienreise 1971/72  lernen Jäcki und Irma den französischen Ethnologen Pierre Verger kennen, der ihnen wichtige Kontakte zu farbigen Priesterinnen verschiedener Tempel vermittelt. Der Schwerpunkt der Reise liegt diesmal in Salvador (Bahia). Jäcki ist besonders beeindruckt von einem der wenigen männlichen Priester, Pedro de Batefolha, der zahlreiche für die Kulte erforderliche Pflanzen in seinen Gärten kultiviert. Jäcki versucht zu erforschen, welche Pflanzen die Priesterinnen des Candomblé für ihre Tränke verwenden, die bei den Riten verabreicht werden. Zu diesem Zweck legt er ein umfangreiches Herbarium an. Er muss dabei feststellen, dass die Priesterinnen die Pflanzen zum Teil unterschiedlich benennen, zum Teil den gleichen Namen für unterschiedliche Pflanzen verwenden und oft widersprüchliche Angaben machen. Die Verwendung von Pflanzen im Candomblé scheint nicht der Präzision zu folgen, die Jäcki aus der westlichen Wissenschaft heraus gewohnt ist.
Irma will für deutsche Magazine ein sogenanntes „Blutbad“ fotografieren, einen Einweihungsritus mancher Tempel, bei dem Tiere geschlachtet und Novizen mit deren Blut übergossen werden. Zunächst verweigern mehrere Priesterinnen den Fremden den Zutritt zu diesem Ritus, nach größeren Mühen findet sich aber ein Tempel in Recife, bei dem die entsprechenden Aufnahmen gemacht werden dürfen.
Eingefügt ist das umfangreiche Kapitel 20 über den Aufenthalt der beiden in Chile, wo Präsident Salvador Allende daran arbeitet, das Land zu einem sozialistischen Staat umzugestalten.
Das doppelte Missverständnis in der Überschrift dieses Teils bezieht sich auf das Verhältnis Pierre Vergers zu den einheimischen Vertretern des Candomblé.

### Der Fluss und die Küste
Kapitel 1 – 4: Zu Beginn ihrer dritten Brasilienreise 1981/82 registrieren Jäcki und Irma in Rio die Veränderungen seit ihrer letzten Reise. Einige Priesterinnen verwenden mittlerweile die von Ethnologen aufgezeichneten Riten und Rezepte als Vorlage für ihren Kult. Als vornehmster Candomblé-Tempel in Brasilien gilt die Casa das Minas in São Luís. In einem Teil der ethnologischen Forschung wird die Tradition behandelt, dieser Tempel sei von Agotime, der Mutter des Königs von Dahomey, eingerichtet worden, die dessen Nachfolger in die Sklaverei verkauft habe. Auch um dieser Legende nachzuforschen reisen Jäcki und Irma diesmal in den Norden Brasiliens.
In dem ungewöhnlich langen Kapitel 5 (71 Seiten) wird der Besuch der beiden in Manaus, Rio Branco, Porto Velho und Belém behandelt, den Hauptstädten der nördlichen Bundesstaaten. Dort befragt Jäcki weitere Priesterinnen und Priester nach Riten und Pflanzen.
Kapitel 6 – 47: In São Luís besucht Jäcki den Tempel Casa das Minas und gewinnt das Vertrauen der dortigen Priesterinnen Dine, Roxinha und Celeste. Der brasilianische Ethnologe Sergio bietet ihm an, gemeinsam über die Casa zu forschen. In der Casa das Minas ist ein großer Teil des Wissens um Riten und Pflanzen bereits verloren gegangen, weil einige frühere Priesterinnen überraschend gestorben waren, einige ihr Wissen unzureichend weitergegeben hatten, einige spätere dies nicht ausreichend gepflegt hatten. Die Priesterin Deni möchte deshalb nach Afrika reisen, um dort das verlorene Wissen zu erkunden. Zur Vorbereitung dafür gibt Jäcki ihr Französischunterricht. Bei seiner Abreise erlangt Jäcki die Erlaubnis, ins Allerheiligste des Tempels schauen zu dürfen, um für ein gutes Gelingen der Reise zu bitten, obwohl dieses Allerheiligste ihm eigentlich verboten ist.
Kapitel 48 (123 Seiten) enthält zwei groß angelegte Interviews mit der französischen Forscherin und Candomblé-Priesterin Gisèle Cossard und der von ihr eingeweihten farbigen Priesterin Wilma. Die Interviews wurden in Rio de Janeiro geführt. Es wechseln sich Abschnitte von jeweils ca. 10 Seiten aus den beiden Interviews ab.
Kapitel 49 – 51 enthalten die Heimreise von Jäcki und Irma über Lissabon nach Hamburg.

## Form
Der Roman verzichtet auf eine einheitliche Erzählweise. Neben ausgearbeiteten Szenen stehen viele Interviews, die mehr oder weniger geschickt in die Romanhandlung eingeflochten sind. Der Mitunter wenig ausgearbeitet erscheinende Zustand mancher Passagen ist teilweise auf den enormen Zeitdruck zurückzuführen, unter dem der tödlich erkrankte Fichte zuletzt arbeitete, zum Teil aber auch auf seine Poetik, die einem allwissenden Erzähler und einer konventionellen Gestaltung des Stoffes skeptisch gegenüberstand. Mehrmals wird behauptet, dass ein Motiv  nicht in Jäckis Roman vorkommen könne. Der Text ist geprägt von schnellen Zeilenumbrüchen, über weite Strecken hat jeder Satz einen eigenen Absatz, und unkonventionelle Interpunktion, insbesondere fehlen zahlreiche Kommas.

## Rezeption
Der Roman wird allgemein als zentraler Teil des Romanzyklus Die Geschichte der Empfindlichkeit angesehen.

## Ausgaben
- Explosion. Roman der Ethnologie. S. Fischer Verlag, Frankfurt am Main 1993, ISBN 3-10-020727-0.